# Realsbo naturreservat
Realsbo hage är ett naturreservat i Hedemora kommun, Dalarnas län, inte långt från Brattfors. Reservaten ligger cirka två kilometer från naturreservatet Hässlen med en gångstig dememellan.
Realsbo hage blev naturreservat 1996. Det är 20 ha stort och är främst skyddat för sitt bestånd av ask (Fraxinus excelsior) med sin tillhörande flora av lavar. De rasbranter som skurits ut av Realsbobäcken bidrar till en rik mångfald av växter.

### Fotnoter
1. 1 2 3 4 5  Skyddade områden, naturreservat, 18 december 2015, läs onlineläs online, läst: 20 januari 2017.[källa från Wikidata]
2. ↑  Skyddade områden, naturreservat, 25 februari 2020, läs onlineläs online, läst: 25 februari 2020.[källa från Wikidata]
3. ↑  Länsstyrelsen i Dalarna. ”Realsbo hage”. https://www.lansstyrelsen.se/dalarna/besok-och-upptack/naturreservat/hedemora/realsbo-hage.html. Läst 2 juli 2018.